# SN 1991bg
SN 1991bg – supernowa typu Ia-pec odkryta 13 grudnia 1991 roku w galaktyce NGC 4374. Jej maksymalna jasność wynosiła 14,75m.